# Carpen (gmina)
Carpen – gmina w Rumunii, w okręgu Dolj. Obejmuje miejscowości Carpen, Cleanov i Geblești. W 2011 roku liczyła 2375 mieszkańców.